# Chiesa dei Santi Pietro e Paolo Apostoli (Codigoro)
La chiesa dei Santi Pietro e Paolo Apostoli è la parrocchiale a Mezzogoro, frazione di Codigoro, in provincia di Ferrara. Risale al XII secolo.

## Storia
Mezzogoro come borgo è noto dal punto di vista documentale dal 1056 mentre la sua chiesa, sin dall'inizio definita parrocchiale ed intitolata a San Pietro, comparve sui documenti solo un secolo più tardi, nel 1156.
In origine era un piccolo oratorio perché i fedeli residenti nel piccolo abitato in quel periodo erano pochi.
Per diversi secoli non si ebbero informazioni sull'edificio, e si dovette arrivare al 1678, anno nel quale la dedicazione venne estesa anche San Paolo.
Alla fine del XVIII secolo la chiesa fu oggetto di interventi importanti perché venne rifatta la canonica e fu realizzato un restauro migliorativo.
Trascorsi meno di cinquanta anni, nel 1840, la chiesa si trovò in condizioni molto precarie e si decise il suo abbattimento per poterne riedificare una nuova sullo stesso sito.
Il territorio di Mezzogoro, vicino al Po, era molto soggetto ad allagamenti e nel 1872, la chiesa venne parzialmente coperta da acqua e fango e fu necessario un restauro per sanificare la struttura. In quell'occasione intervenne anche il comune e i lavori portarono a miglioramenti rispetto alla situazione precedente, con la costruzione di una nuova cappella per il fonte battesimale, la preparazione di un rinnovato altar maggiore ed una sistemazione della parte del coro.
Entro la prima metà del XX secolo la chiesa venne decorata e fu inserito, nella nuova cantoria, un organo.
A partire dal 1958 iniziò un ciclo di restauri importante con diversi miglioramenti, e poco dopo la chiesa venne benedetta per essere poi consacrata nel 1965.
Gli ultimi restauri conservativi si sono avuti nel 1994 e nel 2000. In questi anni venne reintonacata la facciata, venne rifatta la copertura e fu restaurata la parte del battistero con la posa di mosaici e nuove vetrate multicolori.